# Amiibo Touch & Play: Nintendo Classics Highlights
amiibo Touch & Play: Nintendo Classics Highlights, anomenat a Amèrica amiibo & Play: Nintendo's Greatest Bits i al Japó Toca! Amiibo: De cop escenes clàssiques de Famicom (lit.) (タッチ！アミーボ：いきなりファミコン名シーン, Tacchi! Amībo: Ikinari Famikon Meishīn), és una aplicació descarregable per a Wii U en què ficant una figura amiibo pel lector NFC del Wii U GamePad es desbloquegen moments seleccionats de jocs de NES i SNES. Va ser llançada el 23 d'abril de 2015 al Japó, el 30 a Amèrica del Nord i a Europa i l'1 de maig a Australàsia.

## Jugabilitat
És una aplicació descarregable per a Wii U en què ficant un amiibo pel lector NFC del Wii U GamePad es desbloquegen moments seleccionats de jocs de NES i SNES.
La demo només dura tres minuts, així que no és possible jugar tot el joc, però tornant a prémer l'amiibo es canvia d'escena. Per exemple, Super Mario World (SNES, 1992) té nou escenes: una al nivell Yoshi's Island 2 i la segona a la meitat de #1 Iggy's Castle. L'amiibo s'assigna aleatòriament el joc.
Els jocs (títol europeu) són (amb la data de llançament europea original excepte quan s'esmenti -si és japonesa es refereix a la versió de Family Computer Disk System):
- Nintendo Entertainment System
  - Super Mario Bros. (1987)
  - Super Mario Bros. 2 (1988)
  - Super Mario Bros. 3 (1991)
  - Super Mario Bros.: The Lost Levels (1986 JP)
  - Kirby's Adventure (1993)
  - The Legend of Zelda (1986 JP/1987 EU)
  - Zelda II: The Adventure of Link (1987 JP/1988 EU)
  - Metroid (1986 JP/1988 EU)
  - Mario & Yoshi (1991)
  - Dr. Mario (1991)
  - Punch-Out!! (1987)
  - Mach Rider (1987)
  - Excitebike (1986)
  - Ice Climber (1986)
  - Kid Icarus (1986 JP/1987 EU)
  - Donkey Kong (1987)
  - Donkey Kong Jr. (1987)
  - Balloon Fight (1987)
  - Wrecking Crew (1987)
  - Pinball (1986)
  - Clu Clu Land (1987)
  - Wario's Woods (1995)
- Super Nintendo Entertainment System
  - Super Mario World (1992)
  - Super Mario Kart (1993)
  - F-Zero (1992)
  - Kirby's Dream Land 3 (1997 NA/1998 JP)
  - Kirby's Fun Pak (1997)
  - Kirby's Dream Course (1995)
  - Super Metroid (1994)
  - The Legend of Zelda: A Link to the Past (1992)

## Desenvolupament
Abans de l'1 de juliol hauria de ser llançat un programa de franc que permetrà als usuaris alliberar versions demostratives de jocs de NES i SNES del servei de consola virtual de la eShop de Wii U simplement col·locant un amiibo al Wii U GamePad. Cada toc al lector de NFC permet canviar d'etapa, i diversos cops fa que els elements es desplacin, com en NES Remix però sense afectar la jugabilitat. Va ser anunciat en la reunió amb inversors i accionistes del 17 de febrer de 2015.
En una videoconferència Nintendo Direct retransmesa el 2 d'abril de 2015, es va anunciar que el joc s'anomenaria amiibo Touch & Play: Nintendo Classics Highlights, anomenat a Amèrica amiibo & Play: Nintendo's Greatest Bits, i que sortiria el maig de 2015.
Posteriorment es va anunciar que serà llançada a l'abril de 2015 al Japó (sota el nom de Toca! Amiibo: De cop escenes clàssiques de Famicom) i a Australàsia, al maig a Europa i a la primavera a Amèrica del Nord.
Va ser finalment llançada el 23 d'abril de 2015 al Japó, el 30 sortirà a Amèrica del Nord i a Europa i l'1 de maig a Australàsia. El mateix dia es va inaugurar el lloc web americà, europeu i japonès publicant la llista de jocs i que té una qualificació PEGI de +7 anys.

## Recepció
Els usuaris de Metacritic van donar al joc crítiques positives. No obstant això PC Magazine classifica el joc amb un 2/5 dient que "cada sabor costa 13 dòlars, amb un temporitzador de tres minuts per a cada sessió", però em va agradar el fet que "ofereix una mostra dels jocs clàssics de Nintendo." Nintendo Enthusiast va donar al joc un 7/10, mentre que li agrada el fet de la "bona selecció de seqüències, és gratis, posant l'amiibo" que no els agradava "seleccions de jocs comuns, limitat a la quantitat de amiibo del propietari, i 3 intervals d'un minut pot ser molt restrictiu".